# Alteromonas
Alteromonas es un género de eubacterias perteneciente al filo de las proteobacterias. Las representantes del género Alteromonas se encuentran comúnmente en el agua de mar, en mar abierto, como en las costas.
Se trata de organismos Gram-negativos, con morfología bacilar curvada y motilidad por parte de un solo flagelo, que se halla en posición polar.